# Георги Сугарев
Георги Костов Сугарев с псевдоними Вълкан, Митре е български революционер, войвода на Вътрешната македоно-одринска революционна организация.

## Биография
Георги Сугарев е роден през 1876 годин в град Битоля, тогава в Османската империя, днес в Северна Македония. Семейството му е крайно бедно и Сугарев едва завършва четвърти клас на Битолската гимназия. Майка му Донка Сугарева (1846 – 1932) и братята му Христо, Вангел и Михаил (1896-1976) емигрират в САЩ и активно участват в дейността на Македонската патриотична организация. Става учител първо в Демирхисарско, Кичевско, Поречието, а накрая и в Битоля. Ръководи градска терористична група на ВМОРО заедно с Нечо Егренец, Ристе от село Будаково, Боше от село Трап, Аце Коларчето, Тодор Фурнаджията от село Лажец, Йосиф от Жабени, а във втора група са Иван Кафеджията, Кочо Песнаджиев, Миалече Лисолаец, Михаил Димев и Начо Дживджанов. Подпомага дейността на Георги Попхристов, който пише за него: 
| „ | Сугарев беше всецяло предан на делото, съвсем беше зарезал своите домашни, които чакаха неговата поддръжка. Нищо друго не го интересуваше освен делото. Беше даровит агитатор и способен организатор. | “ |

През 1901 година става четник в Крушевската чета на Никола Русински. Същата година е избран за член на Битолския окръжен революционен комитет на ВМОРО, но през февруари 1902 година минава в нелегалност след избухването на Йосифовата афера. Проявява водачески умения, като сплотява четниците си, а селяните убеждава за каузата на организацията. Сугарев е делегат на Смилевския конгрес на Битолски окръг. В началото на Илинденско-Преображенското въстание е битолски войвода, а по-късно става горски началник в Гяватоколския район като участва в редица сражения. Георги Сугарев убива своят роднина Ристе (Христо) от Секирани, за когото се е смятало, че е предал четата на Парашкев Цветков.
Заедно с войводите Христо Узунов и Дякон Евстатий помагат на Даме Груев да възстанови организацията след потушаването на въстанието. Сугарев участва в работата на Прилепския конгрес на ВМОРО в 1904 година. До зимата на същата година, когато Георги Сугарев заминава на лечение в България, е възстановена голяма част от мрежата на ВМОРО в района. Започва борба със сръбската пропаганда в областта Азот в края на лятото на 1905 година. Координира действията си с велешките войводи Панчо Константинов и Иван Наумов Алябака, по-късно заминава за Битоля, за да уговори съвместни действия на четите от Битолския и Скопския революционен окръг. Помагат му още Петър Юруков и Петър Радев – Пашата.
| Чета на Георги Сугарев, 29 юли 1905 година | Чета на Георги Сугарев, 29 юли 1905 година | Чета на Георги Сугарев, 29 юли 1905 година | Чета на Георги Сугарев, 29 юли 1905 година | Чета на Георги Сугарев, 29 юли 1905 година |
| Номер                                      | Име                                        | Селище                                     | Околия                                     | Забележка                                  |
| ------------------------------------------ | ------------------------------------------ | ------------------------------------------ | ------------------------------------------ | ------------------------------------------ |
| 1.                                         | Георги К. Сугарев                          | Битоля                                     | Битолска                                   |                                            |
| 2.                                         | Тодор Голев                                | София                                      |                                            | по болест                                  |
| 3.                                         | Димко Богов                                | Велес                                      | Скопска                                    | отстранен                                  |
| 4.                                         | Антон П. Медникаров                        | Сливен                                     |                                            |                                            |
| 5.                                         | Анастас Николов                            | Охрид                                      | Битолска                                   | убит                                       |
| 6.                                         | Димитър Симидчиев                          | Сливен                                     |                                            | убит                                       |
| 7.                                         | Петър Кирпичев                             | Сливен                                     |                                            |                                            |
| 8.                                         | Тодор Захариев                             | Сливен                                     |                                            | по болест                                  |
| 9.                                         | Светослав Топович                          | Лебен                                      | Враня, Сърбия                              | по болест                                  |
| 10.                                        | Илия Петров                                | Асеново                                    | Горнооряховска                             |                                            |
| 11.                                        | Наум Илиев                                 | Битоля                                     |                                            |                                            |
| 12.                                        | Стефан Тасев                               | Струга                                     |                                            |                                            |
| 13.                                        | Михаил Маринов                             | Битоля                                     |                                            | убит                                       |
| 14.                                        | Ив. П. Сарафов                             | Ново село                                  | Троянска                                   |                                            |
| 15.                                        | Илия Георгиев                              | Панагюрище                                 | Пловдивска                                 | убит                                       |
| 16.                                        | Бимбил Секулов                             | Добреновец                                 | Кичевска                                   |                                            |
| 17.                                        | Блаже Кръстев                              | Бирино                                     | Крушовска                                  |                                            |
| 18.                                        | Васил Мицев                                | Журче                                      | Крушовска                                  |                                            |
| 19.                                        | Алексо Христов                             | Крушево                                    | Крушовска                                  |                                            |
| 20.                                        | Христо Велев                               | Крушево                                    | Крушовска                                  |                                            |
| 21.                                        | Стефан Георгиев                            | Крушево                                    | Крушовска                                  |                                            |
| 22.                                        | Иван Аврамов                               | Крушево                                    | Крушовска                                  |                                            |
| 23.                                        | Дамян Стоянов                              | Крушево                                    | Крушовска                                  |                                            |
| 24.                                        | Стерьо Николов                             | Крушево                                    | Крушовска                                  | убит                                       |
| 25.                                        | Васил Христов                              | Крушево                                    | Крушовска                                  |                                            |
| 26.                                        | Георче Димков                              | Велес                                      |                                            | напуснал от страх четата                   |
| 27.                                        | Александър Олимпиев                        | Пирдоп                                     | Пирдопска                                  | по болест                                  |
| 28.                                        | Трайко Милев                               |                                            |                                            | напуснал от страх четата                   |

През март 1906 година начело на четата си Георги Сугарев се отправя към Мариово, за да противодейства на активизиралите се гръцките андартски чети. Поради предателство, за което впоследствие е обвинен битолския ръководител на ВМОРО и личен противник на Сугарев, Петър Лигушев, на 23 март (5 април нов стил) 1906 г. четата е обкръжена над Параловския манастир край височините Карпите от многобройни турски части и след ожесточен бой е напълно унищожена. Георги Сугарев е тежко ранен и се самоубива, а двамата четници Петко Кънев и Кръстю Буфчето от Буф се спасяват с помощта на местни селяни. След смъртта на Георги Сугарев са открити част от архивите му и избухва Лигушевата афера.
| 1.  | Георги Сугарев          | Битоля       |
| 2.  | Ангел Кръстев Житошанец | Крушево      |
| 3.  | Христо Велев Карче      | Крушево      |
| 4.  | Йовче Аврамов Любата    | Крушево      |
| 5.  | Волчо Мойсов            | Горна Чарлия |
| 6.  | Георги Йосифов          | Долно Сърбци |
| 7.  | Дойчин Йосифов          | Долно Сърбци |
| 8.  | Панде Чочоров           | Долно Сърбци |
| 9.  | Коста Анев Грашов       | Долно Сърбци |
| 10. | Стефан Гавазо           | Долно Сърбци |
| 11. | Гроздан Стоянов         | Лознани      |
| 12. | Диме Радев – Бибето     | Лознани      |
| 13. | Никола Шентерев         | Лознани      |
| 14. | Христо Марков – Гайдов  | Беранци      |
| 15. | Христо Гаргов           | Беранци      |
| 16. | Цветан Матев            | Клепач       |
| 17. | Илия Колев              | Вашарейца    |
| 18. | Кръсте Долев            | Иваневци     |
| 19. | Андон Ночев             | Иваневци     |
| 20. | Ацко Секулев            | Подино       |
| 21. | Момир Димков            | Свето Тодори |
| 22. | Петре Ангелков          | Свето Тодори |
| 23. | Филип Сърбинов          | Новоселани   |
| 24. | Тодор (останал жив)     | Кърстоар     |

Смъртта на ползващия се с голям авторитет в редовете на ВМОРО Георги Сугарев е сериозен удар върху освободителното движение в Македония и Одринско. Както пише Алберт Сониксен:
| „ | Георги Сугарев беше един от най-способните между големите войводи и пръв организатор заедно с Даме Груев. Преди всичко той беше един от малкото останали неповлияни от вътрешните партизански борби... Той беше известен и със своята извънредна честност. | “ |

„Заплакало e Мариово“ е песен посветена на именития войвода.
Според Коста Църнушанов Георги Сугарев е прототип на героя на Димитър Талев от романа „Гласовете ви чувам“, войводата Петър Донев Караджа.